# Dalgety Bay
Dalgety Bay (gael. Bàgh Dhealgadaidh) – miasto w środkowej Szkocji, w hrabstwie Fife, położone na północnym brzegu zatoki Firth of Forth (Morze Północne), nad mniejszą zatoką Dalgety Bay. W 2011 roku liczyło 9874 mieszkańców.
Miasto zbudowane zostało od podstaw po 1962 roku z inicjatywy Douglasa Stuarta, hrabiego Moray. Ulokowane zostało na terenie posiadłości ziemskiej Donibristle, która znajdowała się w posiadaniu hrabiów Moray od XVI wieku.  Dalgety Bay pełni funkcję miasta satelickiego dla Edynburga, położonego na przeciwnym brzegu zatoki Firth of Forth. Budowa miasta zbiegła się w czasie z otwarciem mostu Forth Road Bridge, który połączył oba brzegi zatoki w 1964 roku.
Północno-wschodnia część miasta znajduje się w miejscu dawnej wojskowej bazy lotniczej, czynnej w latach 1917–1959 (pierwotnie należała do Royal Naval Air Service, od 1918 do Royal Air Force, a od 1939 do Fleet Air Arm). Plaża we wschodniej części miasta jest terenem skażonym promieniotwórczo izotopem radu-226 i monitorowana jest przez Szkocką Agencję Ochrony Środowiska (SEPA). Rad stanowił składnik farb luminescencyjnych wykorzystywanych do malowania przyrządów pokładowych samolotów. Zagrożenia dla zdrowia stanowi głównie bezpośredni kontakt ze skażonymi przedmiotami; od 1990 roku z plaży usuniętych zostało ponad 2000 takich obiektów.
Do lokalnych zabytków należą pozostałości kościoła św. Brygidy z XIII wieku, kościół z 1830 roku, budynek dawnych stajni oraz skrzydła rezydencji Donibristle House z XVIII wieku (główną część budynku zburzono po pożarze z 1858 roku).